# Ryugu Planitia
La Ryugu Planitia è una struttura geologica della superficie di Tritone.